# Jean-Baptiste-Paul Beau
Jean-Baptiste-Paul Beau (Bordeaux, 26 januari 1857 - Parijs, 14 februari 1926) was een Frans diplomaat.

## Biografie

### Frans-Indochina
Jean-Baptiste-Paul Beau was gouverneur-generaal van Frans-Indochina van 1902 tot 1908.

### Zwitserland
Beau was ambassadeur van Frankrijk in Zwitserland van 11 juli 1911 tot 23 februari 1918. In april 1914 leidde zijn bemiddeling bij de Zwitserse bondspresident Arthur Hoffmann tot een mondelinge mondelinge overeenkomst waarbij Frankrijk er zich ertoe verbond om Zwitserland te bevoorraden in geval van oorlog. Tijdens de Eerste Wereldoorlog verzekerde hij de Franse autoriteiten van de onwrikbare gehechtheid van Zwitserland aan zijn neutraliteit. Hij speelde een belangrijke rol in de economische onderhandelingen die leidden tot de oprichting van de Société suisse de surveillance économique in september 1915. Hij was op intelligente wijze de Zwitserse belangen te bepleiten bij de Franse regering.
In december 1915 informeerde hij bondspresident Giuseppe Motta over de lekken van informatie door de Zwitserse legerleiding aan het Duitse Keizerrijk en Oostenrijk-Hongarije, hetgeen zou leiden tot de kolonelsaffaire.

### Volkenbond
Van 1921 tot 1925 zetelde Beau in de Permanente Mandatencommissie van de Volkenbond.

## Onderscheidingen
- grootofficier in het Legioen van Eer[1]